# Trattato di Shanyuan
Il trattato di Shanyuan del 1004 fu il momento cardine delle relazioni tra le dinastie Song del Nord (960-1127) e Liao (916-1125).

## Storia
La classe dirigente dei Liao era composta da persone di origine nomade conosciuti come Qidan (o Khitan) stanziati nel nordest, nell'attuale provincia Heilongjiang. Con la firma del trattato di Shanyuan, per la prima volta i Liao forzarono i Song, che si consideravano gli eredi naturali del Regno Centrale (Zhong Yuan), a riconoscerli come loro pari. Dopo anni di combattimenti i Song e i Liao decisero finalmente di negoziare una tregua, che fu realizzata attraverso il trattato. L'accordo durò fino al 1125, quando i Song ruppero il trattato, invitando gli Jurchen (in seguito conosciuti come Manchus) ad attaccare i Liao. L'offensiva degli Jurchen portò alla fine delle relazioni tra i Liao e i Song del Nord.
Le registrazioni del trattato negli archivi dei Song e dei Liao non coincidono. L'alterazione di alcuni dettagli mostra un grande progetto politico dei Song di allargamento dei confini. Dopo la firma del trattato la natura dei rapporti fra le due parti cambiò da pura rivalità politica ad apparente fratellanza. Per la prima volte nella storia della Cina ci furono due Figli del Cielo, che si riconoscevano tali a vicenda.